# Nuno Rodrigues Freire de Andrade
Nuno Rodrigues Freire de Andrade (nacido Nuño Rodríguez Freire de Andrade La Coruña - 1372) fue un noble gallego y portugués.

## Biografía
Era hijo de Ruy Freire de Andrade (c. 1290 - 1370), VI señor de Andrade, que hizo un testamento en 1362, que menciona a sus hijos, y pudo haber apoyado las pretensiones castellanas de Fernando I de Portugal, ya que parece ser el Rui de Andrade a quien este rey donó las rentas del puente de Almeara, sepultado en Monfero, y de su esposa Inés Rodríguez o González de Sotomayor, perteneciente a una estirpe de caballeros ligados a la Orden de la Banda desde su creación en 1332 por Alfonso XI, hermano menor de Juan Freire de Andrade (c. 1320 -), señor de Andrade, casado con María Alfonso y con descendencia, y Fernán Pérez de Andrade, hermano mayor de Lope Núñez Freire de Andrade, y hermano de Marina Peláez Freire de Andrade y Sancha Núñez Freire de Andrade.
Fue vasallo de Pedro I de Portugal en 1355, maestre de la Orden de Cristo nel 11 de julio de 1357 y ayo del futuro Juan I de Portugal. Su herencia está declarada en documento de 11 de septiembre de 1372. En la puerta del palacio de la localidad de Ferreira estaba la siguiente inscripción: «Estes passos fes o Mestre de Christo D. Nuno Rodrigues Freire de Andrade, filho de Ruy Freire de Andrade e de D. Ignes Gonçalves de Soutto Maior. Forão começados em cinco dias de Julho era de 1400 annos quando era do seu mestrado quatro, sete meses e seis dias reynando em Portugal o muy nobre Rey D. Pedro o primeyro, sendo andado de seu reynado cinco annos e desanove dias. Estas letras pintou Gonçalo Tenrreiro, Mordomo mor e Chanceler mor do dito Mestre».
Tuvo de Clara Martins, mujer soltera al momento del nacimiento de sus hijos, siendo que en la respectiva carta de legitimación el padre aparece como «dom nuno freire meestre da cavalaria da hordem de Jesu christo», dos hijos: Rui Freire de Andrade y Gomes Freire de Andrade.